# Thiamine pyrophosphate
Pyrophosphate thiamin (TPP hay ThPP), hoặc diphosphate thiamin (ThDP), hoặc cocarboxylase  là một dẫn xuất thiamine (dẫn xuất vitamin B1), được enzyme diphosphokinase thiamin sản xuất. Thiamine pyrophosphate là một cofactor có mặt trong tất cả các hệ thống sống, trong đó nó xúc tác một số phản ứng hóa sinh.
Thiamine pyrophosphate được tổng hợp trong cytosol cho hoạt động của transketolase và trong ty thể đối với hoạt động của pyruvate-, oxoglutarate- và dehydrogenase mạch nhánh. Cho đến nay, chất mang tên là ThPP (Tpc1p) có trong người và ruồi giấm có chức năng vận chuyển ThPP và ThMP của ty thể. Đây là chất dinh dưỡng thiết yếu (vitamin) ở người thông qua mối liên hệ với bệnh hệ thần kinh ngoại biên do thiếu vitamin B1, do thiếu hụt thiamine trong  chế độ ăn uống.
TPP hoạt động như một coenzyme trong nhiều phản ứng enzyme, như:
- Phức hợp pyruvate dehydrogenase 
- Pyruvate decarboxylase trong lên men ethanol
- Phức hợp alpha-ketoglutarate dehydrogenase
- Phức hợp amino acid dehydrogenase mạch phân nhánh
- 2-hydroxyphytanoyl-CoA lyase
- Transketolase

## Cơ chế
Trong một số phản ứng, trong đó có dehydrogenase pyruvate, alpha-ketoglutarate dehydrogenase, và transketolase, TPP xúc tác phản ứng decarboxylation nghịch theo bốn bước sau:
Bước 1: Carbanion của TPP ylid là tác nhân nucleophil tấn công nhóm carbonyl trên chất tham gia phản ứng. (Tạo một liên kết đơn giữa TPP và chất tham gia phản ứng.)
Bước 2: Liên kết của chất tham gia phản ứng bị phá vỡ và các electron của nó bị đẩy về phía TPP, tạo ra một liên kết đôi giữa carbon của chất tham gia phản ứng với carbon TPP, đẩy electron trong liên kết đôi N=C của TPP hoàn toàn lệch về nguyên tử nitơ, làm giảm tính dương điện của N.
Bước 3: Electron đi ngược lại để tạo thành một liên kết mới giữa của chất tham gia phản ứng và một nguyên tử khác. (Trong trường hợp của decarboxylase, electron hình thành một liên kết carbon-hydro mới. Trong trường hợp của transketolase, electron đi vào một phân tử chất tham gia phản ứng mới để tạo thành một liên kết carbon-carbon mới.)
Bước 4: Về cơ bản là bước 1 đảo ngược, liên kết giữa chất tham gia phản ứng và TPP bị phá vỡ, tái tạo TPP ylid và carbonyl của chất tham gia phản ứng.

Khử liên kết tại C2 của vòng TPP thiazolium tạo thành ylid.
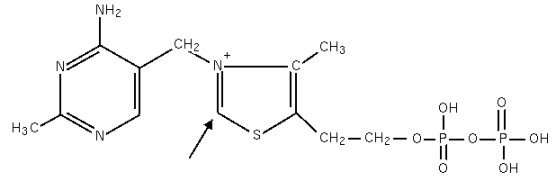
TPP. Mũi tên chỉ vị trí H có tính axit.